# Club Atlético River Plate 1959
Questa voce raccoglie le informazioni riguardanti il Club Atlético River Plate nelle competizioni ufficiali della stagione 1959.

## Stagione
L'ultima stagione di Minella, tecnico di lunghissimo corso, si conclude con il sesto posto in classifica, stesso risultato dell'anno precedente, dopo i titoli vinti consecutivamente nel corso degli anni 1950.

## Maglie e sponsor
| Casa | Trasferta |

## Statistiche

### Statistiche di squadra
| Competizione | Punti | Totale | Totale | Totale | Totale | Totale | Totale | DR |
| Competizione | Punti | G      | V      | N      | P      | Gf     | Gs     | DR |
| ------------ | ----- | ------ | ------ | ------ | ------ | ------ | ------ | -- |
| PD           | 32    | 30     | 14     | 4      | 12     | 49     | 45     | +4 |
| Totale       | -     |        |        |        |        |        |        | -  |